# Punta Senyalada
La Punta Senyalada, també anomenada Pic de la Torreta i Pic dels Soldats, és una muntanya que es troba en el límit dels termes municipals de la Vall de Boí i de Vilaller, a l'Alta Ribagorça; està situada en el límit del Parc Nacional d'Aigüestortes i Estany de Sant Maurici i la seva zona perifèrica.

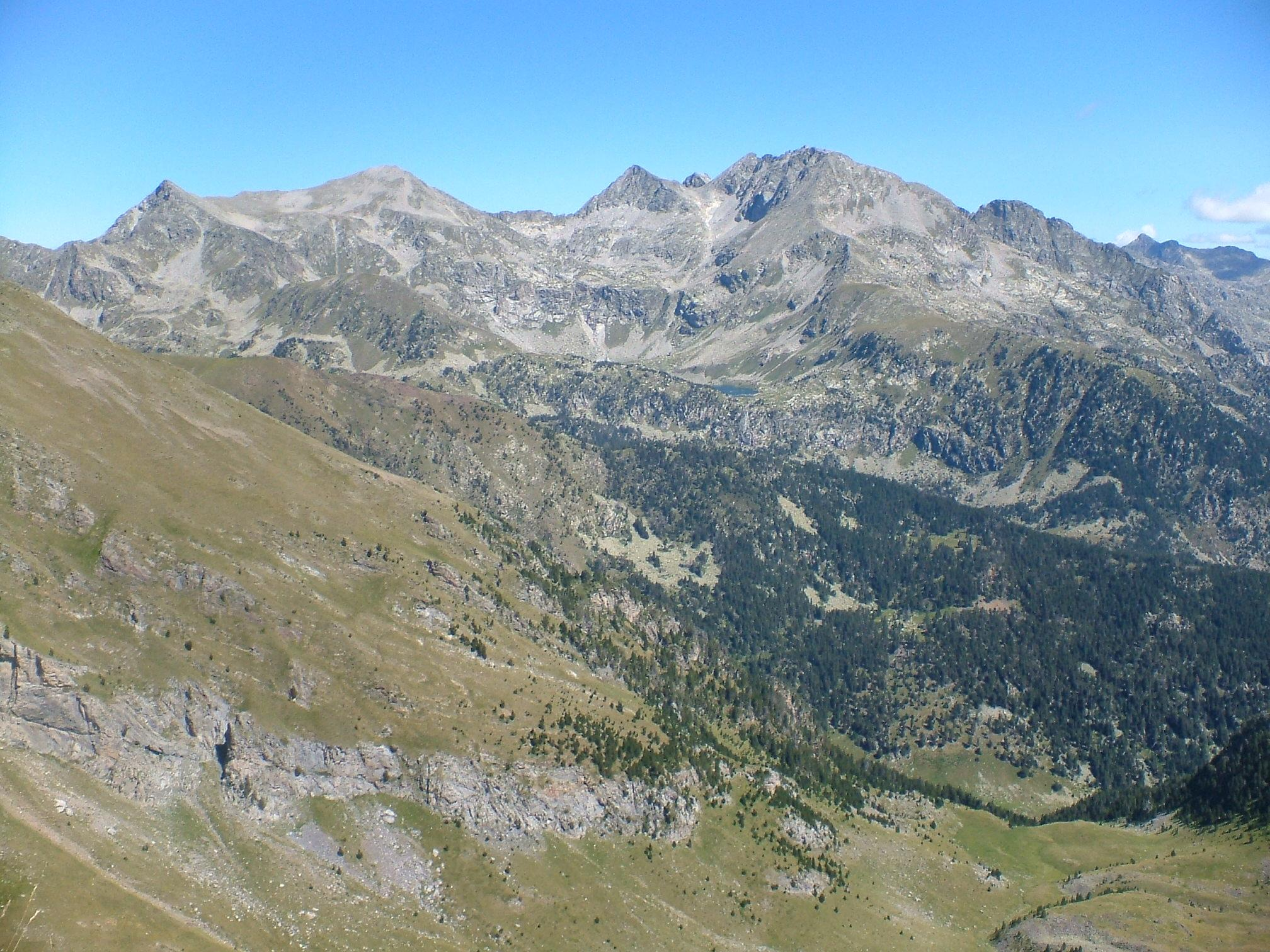
El Circ de Gémena al fons (Imatge amb anotacions)

El pic, de 2.952,6 metres d'altitud, es troba en el punt d'intersecció de les carenes que delimiten la septentrional Vall de Besiberri, de la meridional Vall de Llubriqueto. Està situat a l'est de la Colladeta d'Abellers i a l'oest-sud-oest del Pic d'Abellers.
En ell està situat el vèrtex geodèsic 256068001.
Aquest cim està inclòs al llistat dels 100 cims de la FEEC

## Rutes[3]
- Vall de Llubriqueto: via Barranc de Llubriqueto, Pla de la Cabana, Estany Gémena de Baix, Estany Gémena de Dalt i Estanys Gelats.
- Vall de Besiberri: via Barranc de Besiberri, Estany de Besiberri, Estany de l'Obaga de Besiberri, Coll Arenós i Colladeta d'Abellers.